# Seculiere versnelling van de maan
De seculaire versnelling van de maan of getijdenversnelling wordt veroorzaakt door de getijdenkrachten die de aarde en de maan op elkaar uitoefenen.

De vloedbergen van het tij

 Door de seculaire versnelling wordt de dagduur op aarde langzaam groter en wordt de maan versneld tot een baan die verder van de aarde af komt te staan.
De zwaartekracht van de maan veroorzaakt een vloedberg in de oceanen. Door de draaiing van de planeet onder die vloedberg door en de wrijving die daarmee gepaard gaat wordt de vloedberg altijd wat vooruitgesleept ten opzichte van de stand van de maan. Dit heeft twee effecten. Ten eerste remt het de rotatie van de aarde af. Ten tweede oefent de asymmetrische vloedberg een koppel uit op de maan, waardoor deze versneld wordt. Het eindresultaat is dat er rotatie-energie van de aarde aan de maan doorgegeven wordt.

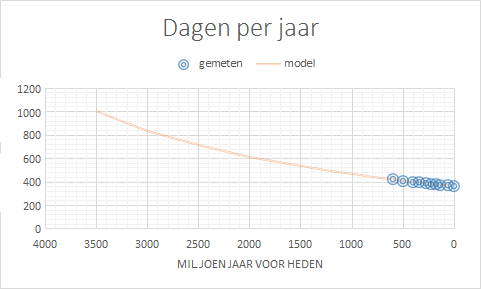
Het aantal dagen per jaar in het verre verleden

Het is maar een klein effect maar over de miljoenen jaren heeft het de dagduur verlengd van ongeveer 8,7 uur 3,56 miljard jaar geleden tot de huidige 24 uur. Aanvankelijk waren er meer dan duizend etmalen in een jaar. Uit de studie van fossiele koralen uit verschillende tijdperken is het mogelijk het aantal dagen in een jaar te meten en het is ook mogelijk een wiskundig model daarvoor te formuleren.
Een andere zaak is om de seculaire versnelling van de maan in het heden te meten. Dit is pas sinds de Apollomissie naar de maan van 1969 mogelijk geworden. De astronauten hebben laserreflectoren op het maanoppervlak achtergelaten en dit stelt onderzoekers in staat om de gemiddelde afstand tot de maan in de gaten te houden. Uit "Lunar Laser Ranging"-project is gevonden dat de maan zich met een snelheid van 3,8 centimeter per jaar verwijdert van de aarde. De overeenkomstige versnelling in de ecliptische longitude van de maan is -25.858 "/eeuw².
Er is een sterk verband tussen de seculaire versnelling van de maan en de verandering van de dagduur, maar de overeenkomst is niet honderd procent. De voornaamste reden daarvoor is dat de baan van de maan een hoek maakt die varieert van 18,5 tot 28,5 graden ten opzichte van de evenaar.
Het tijdverschil ΔT is een maat van het cumulatieve verschil tussen een ideale atoomklok en een klok gebaseerd op de rotatie van de aarde, en daarmee een maat voor de vertraging van de aardrotatie. Dit verschil kan uit waarneming verkregen worden, maar dat zijn dan wel erg oude waarnemingen, zoals die van de astrologen van het oude Babylonië. Zij hebben een schat aan gegevens nagelaten, sommige beter gedocumenteerd dan andere. Een van de beste waarnemingen is die van de zonsverduistering van 15 april 136 v.Chr.. Uit dergelijke gegevens hebben Morrison en Stephenson een functie voor ΔT bepaald. Zij hadden daarbij een wat grovere waarde van -26 "/eeuw² gebruikt. NASA gebruikt een gecorrigeerde waarde:
ΔT(gecorrigeerd) = ΔT - 0,91072 * (26-25,858) * t²
waarin t=(jaar-1955)/100, het aantal eeuwen voor of na het jaar 1955. De dagduur neemt in onze tijd toe met ongeveer 84 seconden per vierkante eeuw.
De vertraging van de aardrotatie is wel voor het grootste deel toe te schrijven aan de seculaire versnelling van de maan, maar er spelen ook wat andere, kleinere factoren een rol. Een daarvan is dat het traagheidsmoment van de aarde kleine veranderingen kan ondergaan bij het smelten van het ijs na een ijstijd en de postglaciale opheffing die daarna door isostasie optreedt.